# ブノワ・ソーカル
ブノワ・ソーカル（Benoît Sokal、1954年6月28日 - 2021年5月28日）は、ベルギー・ブリュッセル出身の漫画家（バンド・デシネ作家）、ゲームクリエイター。漫画『Inspector Canardo』シリーズやゲームソフト『シベリア』シリーズで知られる。

## 略歴
1954年にブリュッセルで生まれる。1978年にサン＝リュック美術学院を卒業後、漫画雑誌「À Suivre」で『Inspector Canardo』が掲載されて人気を博す。
1990年代後半からはフランス企業のMicroïdsと共同でゲームソフト開発を開始し、1999年に『Amerzone』を、2002年に『シベリア』を発売。『シベリア』は高評価を受けてシリーズ化された。また、2003年には自身のスタジオWhite Birdsを立ち上げ、2006年に『Paradise』を、2007年に『Sinking Island』をリリースしている。
2007年にレオポルド2世勲章を受章。1990年代半ばにコンピュータを用いた図面の着色や3D技術の導入を行いゲームソフト開発にも参加するといった事柄が先駆的であるとして評価された。
長い闘病生活の末、2021年5月28日に66歳で死去した。

## 作品

### 漫画
- Inspector Canardo（英語版）（1979年 - ）
- Sanguine（フランス語版）（1988年）※Alain Populaireとの共作
- Silence, on tue!（フランス語版）（1990年）※フランソワ・リヴィエール（フランス語版）との共作
- Le Vieil homme qui n'écrivait plus（フランス語版）（1996年）
- Paradise（フランス語版）（2005年 - 2007年）
- Kraa（フランス語版）（2010年 - 2014年）

### ゲームソフト
- Amerzone（英語版）（1999年）
- シベリア（2002年）
- シベリアII（2004年）
- Paradise（英語版）（2006年）※前述の漫画『Paradise』を原作としている。ニンテンドーDS版は『Last King of Africa』のタイトルで発売。
- Sinking Island（英語版）（2007年）
- Aquarica（開発中止）
- Syberia 3（英語版）（2017年）
- Syberia: The World Before（英語版）（2022年）※死後に発売

### 画集
- Amerzone（1999年）
- Syberia : Esthétique du jeu（2002年）
- Lost Paradise of Maurania（2006年）
- Tout l'art de Syberia（2017年）